# Carlo Reddi
Carlo Reddi (Novara, 30 maggio 1922 – Castel San Pietro Terme, 19 aprile 1945) è stato un partigiano italiano, medaglia d'oro al valor militare alla memoria.

## Biografia
Aveva compiuto il servizio di leva come paracadutista e, l'8 settembre 1943, si trovava in Sardegna come sergente della Divisione "Nembo". Quando il suo reparto fu trasferito dall'isola nell'Italia liberata, Reddi entrò a far parte, nel settembre del 1944, del Gruppo di combattimento "Folgore", impegnato a fianco degli Alleati.
Alla vigilia della liberazione di Bologna, il giovane sottufficiale, al comando di una squadra della 6ª Compagnia del II Battaglione, in località Casalecchio dei Conti (frazione di Castel San Pietro Terme) andò all'attacco di una munita postazione tedesca che bloccava la strada verso Grizzana. Con i suoi uomini Reddi riuscì ad espugnarla e, benché ferito, partì subito, da solo, all'attacco di un secondo caposaldo. Morì avvinghiato ad un paracadutista tedesco, che cadde con lui.